# Pantalla azul de la muerte

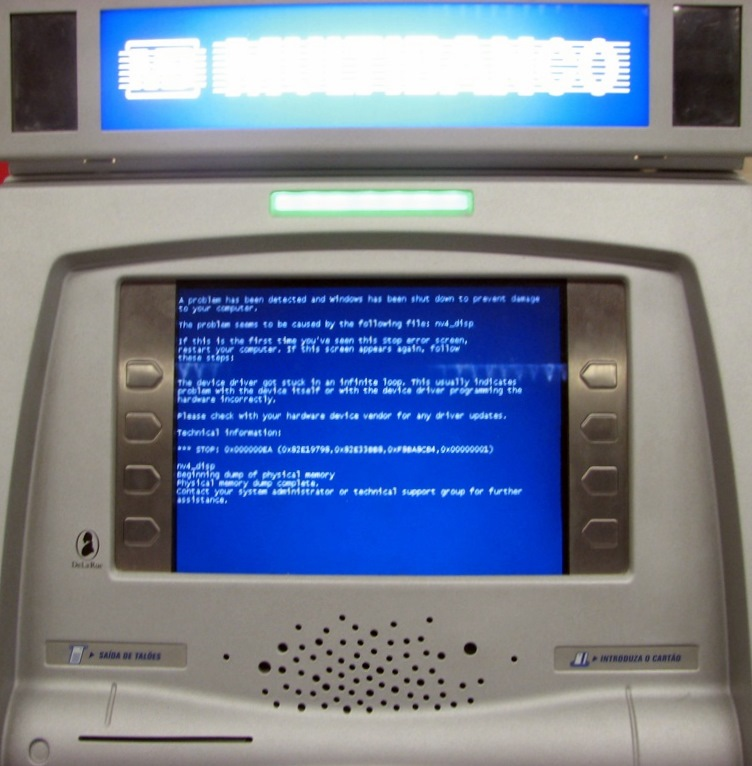
Pantalla azul de la muerte en un Cajero automático.

La llamada pantalla azul de la muerte o pantallazo azul (BSoD; originalmente y en inglés: Blue Screen of Death) hace referencia a la pantalla mostrada por el sistema operativo Microsoft Windows cuando no puede (o está en peligro de no poder) recuperarse de un error del sistema. La pantalla azul de la muerte fue obra de Steve Ballmer, cuando ocupaba el cargo en la división de sistemas operativos de Microsoft, dicho mensaje fue reemplazado por él, al no satisfacerle el escrito por los ingenieros de Windows 1.0.
Hay dos pantallas de error de Windows referidas como pantallas azules de la muerte, siendo una de ellas bastante más seria que la otra:
- Una pantalla azul de la muerte es conocida como un Stop Error o Error de detención grave en los manuales de Windows XP.
- Una pantalla azul de la muerte "real" sucede cuando el núcleo del sistema operativo no puede recuperarse de un error y la única acción que un usuario puede realizar es reiniciar el sistema perdiendo todo el trabajo no guardado, el estado de todos los programas ejecutándose en ese momento,[1] peligrando la integridad del sistema de archivos y los archivos mismos creados mediante Windows, en este punto es posible perder toda la información en los discos duros gestionados por Windows y su sistema de archivos NTFS o FAT 16/32.[2]

La información mostrada en la pantalla azul de la muerte no es, en ningún caso, suficiente para determinar el error. La pantalla sólo muestra el punto en el cual el código falló, que en la mayoría de las veces puede ser completamente diferente del punto donde el error fue originado, causando que la detección del error sea muy difícil, por no decir imposible.
En el peor de los casos, como dice en la misma pantalla azul, la unidad del dispositivo se estanca en un bucle infinito: cada vez que se enciende el equipo aparece el pantallazo azul, se reinicia automáticamente, o, en caso contrario, al ser reiniciado por el usuario, vuelve a aparecer el pantallazo azul, y así sucesivamente.
En otros casos la causa de este fallo se puede originar en el disco duro, si este es mecánico (HDD). La experiencia indica que si un clúster del disco está dañado, ocasionará errores de lectura-escritura y el fallo será un pantallazo azul con la misma descripción de error antes mencionado.
El tipo "suave" de pantalla azul no aparece en Windows NT, 2000 o XP. Debido a la relativamente mejor estabilidad de estos sistemas, con respecto a sus predecesores basados en MS-DOS, sumado a la mejor gestión de memoria y a la reducida compatibilidad con software antiguo, si suceden errores menos graves, el programa puede colgarse, pero no se llevará con él a todo el sistema. En los susodichos sistemas, la "verdadera" pantalla azul es vista sólo en los casos en que todo el sistema se viene abajo.
Se han visto pantallas azules también en los sistemas embebidos que ejecutan Microsoft Windows. Ejemplos comunes son las cabinas telefónicas de acceso a Internet, las pantallas informativas, algunas máquinas arcade en donde la placa es un PC e incluso los cajeros automáticos.

## Pantalla azul de la muerte a lo largo de la historia de Windows

### Windows 1.0 y 2.0

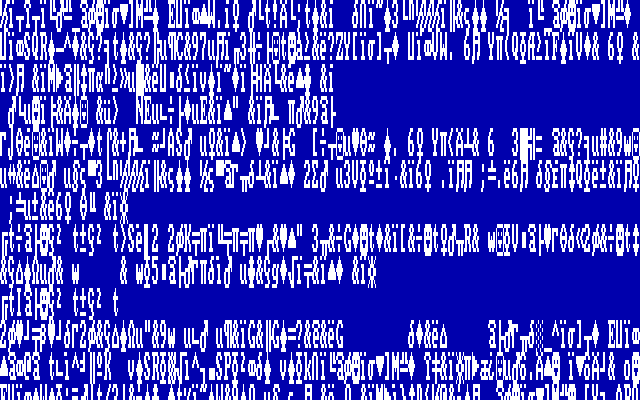
Al iniciar Windows 1.0 y Windows 2.0 se muestran símbolos conocidos como mojibake. Esto ocurre al ejecutar en una versión incorrecta de MS-DOS.

La primera pantalla azul de la muerte aparece en la versión de Windows 1.0. Si este sistema operativo no puede arrancar correctamente, se mostrará una pantalla azul con letras, símbolos, números, kanji y kana en sistemas japoneses y caracteres especiales (mojibake). Si existe un error en la carga de MS-DOS o en la carga de Windows, aparecerá una pantalla negra con un cursor, debido a que existe un error crítico, existe la posibilidad de que arranque después de este error.

### Windows 3.1

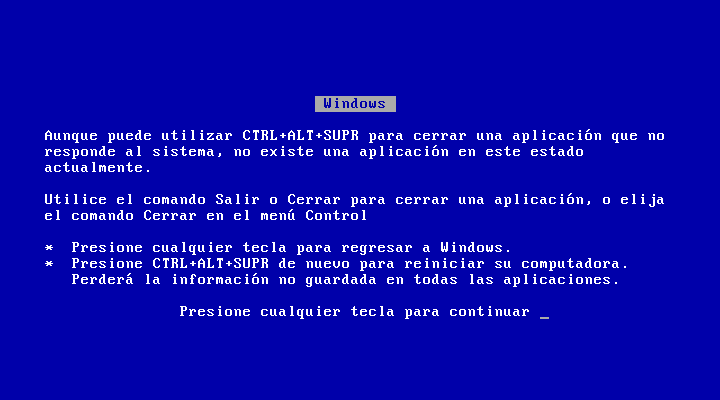
La pantalla azul de la muerte de Windows 3.1 al presionar Control+Alt+Supr.

Windows 3.1 fue la segunda versión de Windows que usó la pantalla azul de la muerte. En Windows 3.1 modo mejorado 386, la pantalla azul también aparece cuando se presiona Ctrl+Alt+Del.

### Windows 95, 98 y ME

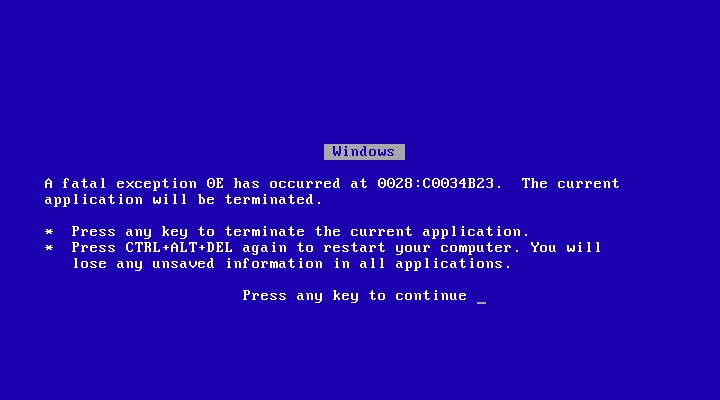
Una pantalla azul de la muerte de Windows 95 y Windows 98.

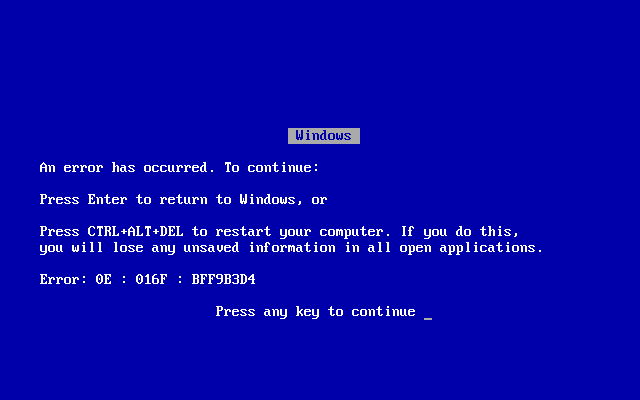
Una pantalla azul de la muerte en Windows Me.

La pantalla azul de la muerte ocurre en los sistemas operativos Windows 95, 98, y ME. Por lo general es menos grave, pero mucho más común. En estos sistemas operativos, la pantalla azul es el principal camino para que los controladores de dispositivo virtual presenten un informe de errores al usuario.
Un pantallazo azul de Windows 95, 98, y ME, da al usuario la opción ya sea para reiniciar o continuar. Sin embargo por lo general indican un problema que no puede ser solucionado sin la necesidad de reiniciar la computadora. Por ello, tras una pantalla azul, el sistema se muestra habitualmente muy inestable o se bloquea. En estos sistemas también se produce un pantallazo azul cuando un disquete no está funcionando correctamente, causando errores de lectura, o al intentar extraer un CD del dispositivo lector de CD si este está en uso por parte del sistema, permitiendo ignorar el error o continuar normalmente si se vuelve a introducir el CD.

### Windows NT y 2000

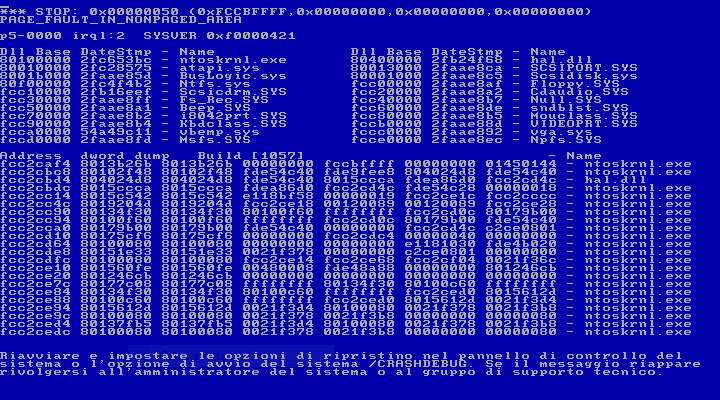
La primera pantalla azul de la muerte aparece por primera vez en Windows NT 3.1; esto es una variante tardía, vista en Windows NT 3.51.

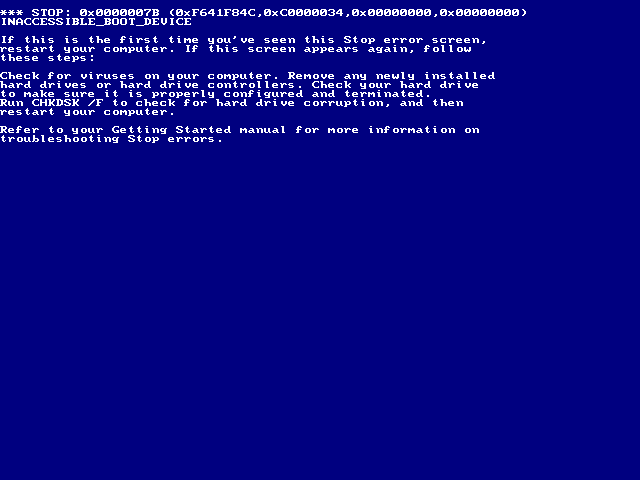
La pantalla azul de la muerte en Windows 2000.

En Windows NT y Windows 2000, la Blue Screen of Death ocurre cuando el kernel o un controlador ejecutándose en modo kernel, encuentra un error del cual no puede recuperarse. Esto es causado usualmente por una operación ilegal que se esté realizando. La única acción de seguridad del sistema operativo que se puede tomar en esta situación es reiniciar manualmente la computadora. Como resultado, los datos pueden perderse, ya que a los usuarios no se les da la oportunidad de guardar los datos que aún no se han guardado en el disco duro.
El texto en la pantalla de error contiene el código del error y su nombre simbólico (por ejemplo, "0x0000001E, KMODE_EXCEPTION_NOT_HANDLED") junto con cuatro códigos de error que dependen de los valores entre paréntesis que están allí para ayudar a los ingenieros de software a solucionar el problema que se produjo. Dependiendo del código de error, puede mostrar la dirección donde se produjo el problema, junto con el conductor que se carga en esa dirección. En Windows NT y 2000, la segunda y tercera secciones de la pantalla pueden contener información sobre todos los conductores de carga y un volcado de pila.
En forma prestablecida, Windows creará un fichero de volcado de memoria cuando una pantalla azul se produce. Dependiendo de la versión del SO, puede haber varios formatos de este, que van desde un 64 kB "minidump" a un "volcado completo", que es una copia de todo el contenido de memoria RAM física. El fichero de volcado de memoria puede ser depurado más tarde, utilizando un depurador de kernel.
Un depurador es necesario para obtener los resultados de un volcado, y puede ser necesario para comprobar la verdadera causa del problema, ya que la información en pantalla es limitada y, por tanto, puede ocultar el verdadero origen del error.

### Windows XP, Vista y 7

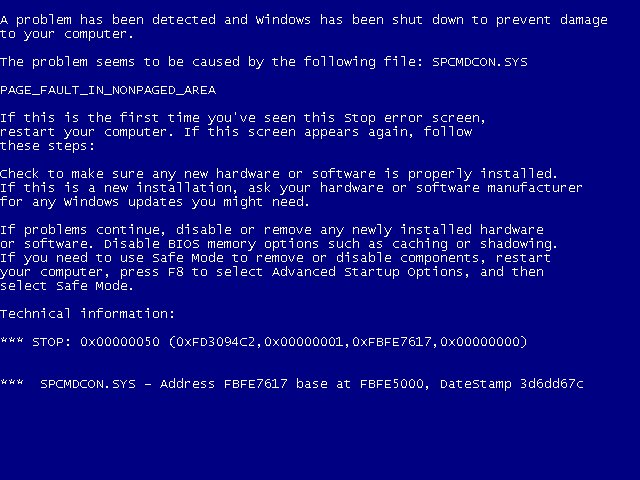
Una pantalla azul de la muerte en Windows XP y Vista.

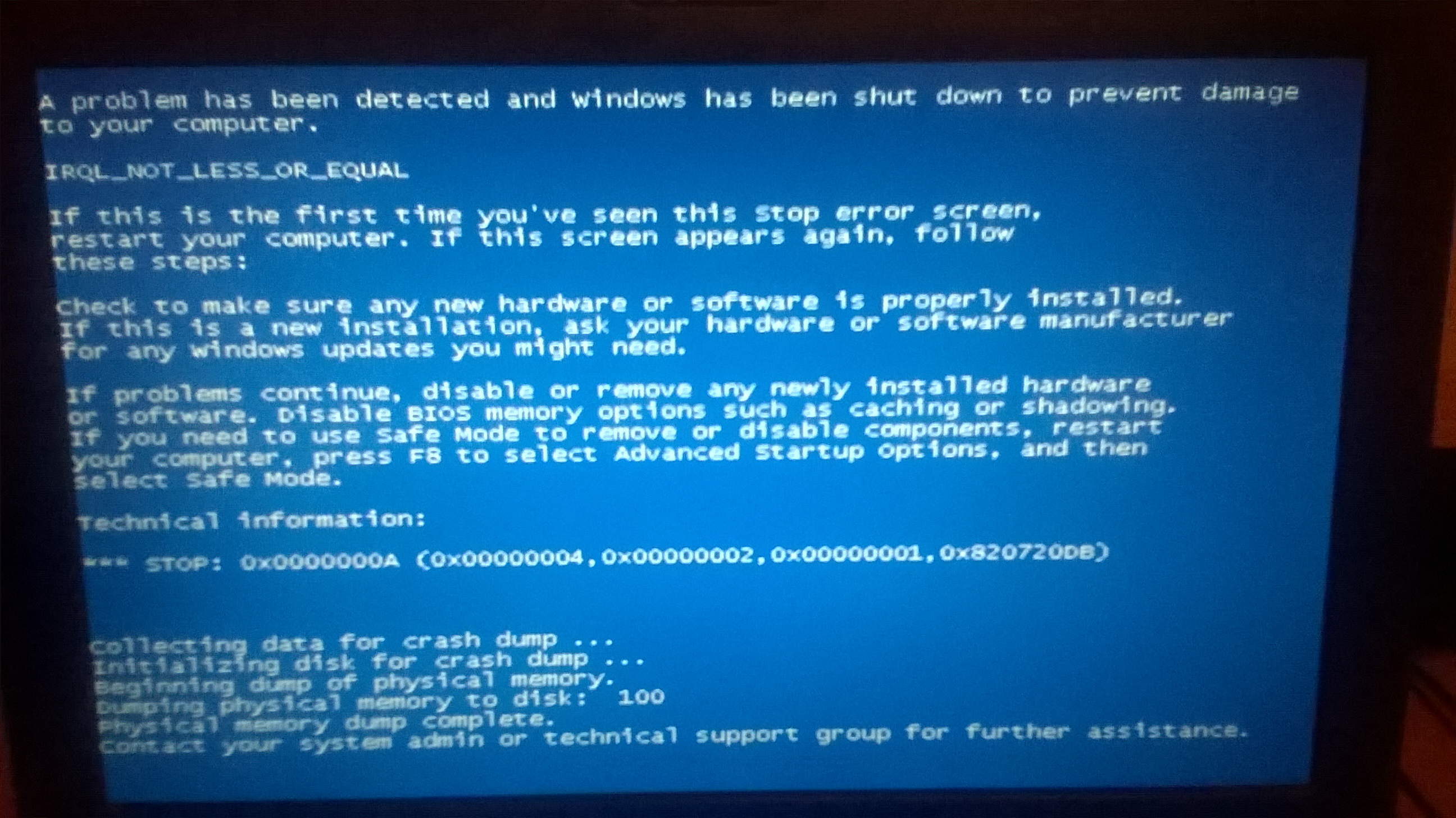
Una pantalla azul en Windows 7. Salió una traducida en Windows XP.

La pantalla azul de la muerte, cuando ocurre en Windows XP, Windows Server 2003, Windows Vista, Windows Server 2008, Windows 7 y Windows Server 2008 R2 no muestra ninguna opción de ignorar o pasar por alto el error, esto genera pérdida de datos sin que el usuario pueda hacer nada más que reiniciar.
Hay varios motivos por los cuales aparece la pantalla azul en Windows XP/Vista/7
- El motivo más común por el cual se muestran pantallas azules, es por problemas entre versiones incompatibles de archivos .dll. Esta causa es conocida como el infierno de las DLL. Windows carga esas DLL en memoria cuando son necesitadas por los programas. Si esas DLL son reemplazadas por otras más recientes (o más antiguas), la próxima vez que la aplicación cargue la DLL puede encontrarse con algo distinto a lo que espera. Estas incompatibilidades aumentan con el paso del tiempo, según se va instalando software.
- Defectuosos controladores de dispositivos, incompatibilidades de hardware, hardware dañado, también puede causar una pantalla azul.
- Exceso de calor en los dispositivos.
- Falta de mantenimiento a nivel software y hardware.
- Exceso de datos desde la memoria RAM, lo que produce un colapso del sistema.

### ReactOS

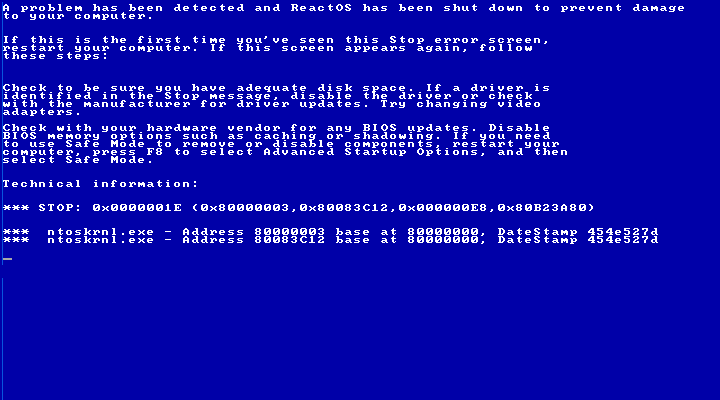
Una pantalla azul de la muerte en ReactOS.

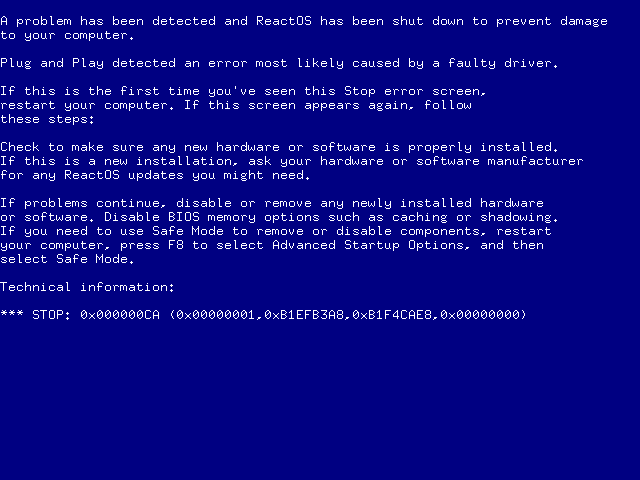
Una pantalla azul de la muerte de ReactOS similar a Windows XP/Vista/7, usando una fuente de letra diferente comparado a otras versiones de Windows.

ReactOS, un proyecto de código abierto para crear un sistema operativo compatible con aplicaciones y controladores de Windows NT, también cuenta con su propia pantalla azul similar a la de Windows NT, XP, Vista y 7.

### Windows CE

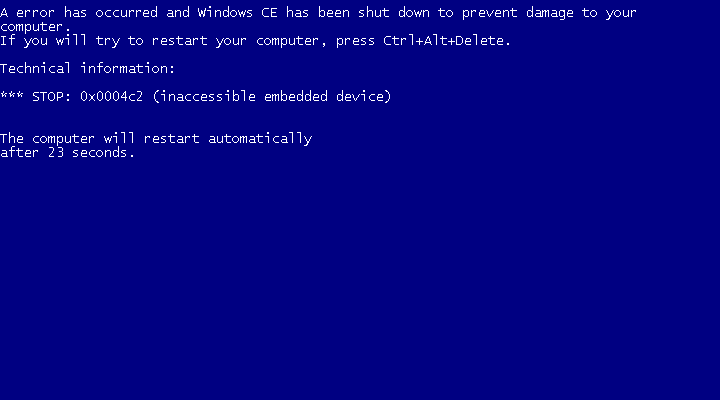
Una pantalla azul de Windows CE.

La versión más simple de la pantalla azul se produce en Windows CE con excepción de las versiones para Pocket PC. La pantalla azul de Windows CE 3.0 es similar a la de Windows 95 y 98.

### Windows 8, 8.1, 10 y 11

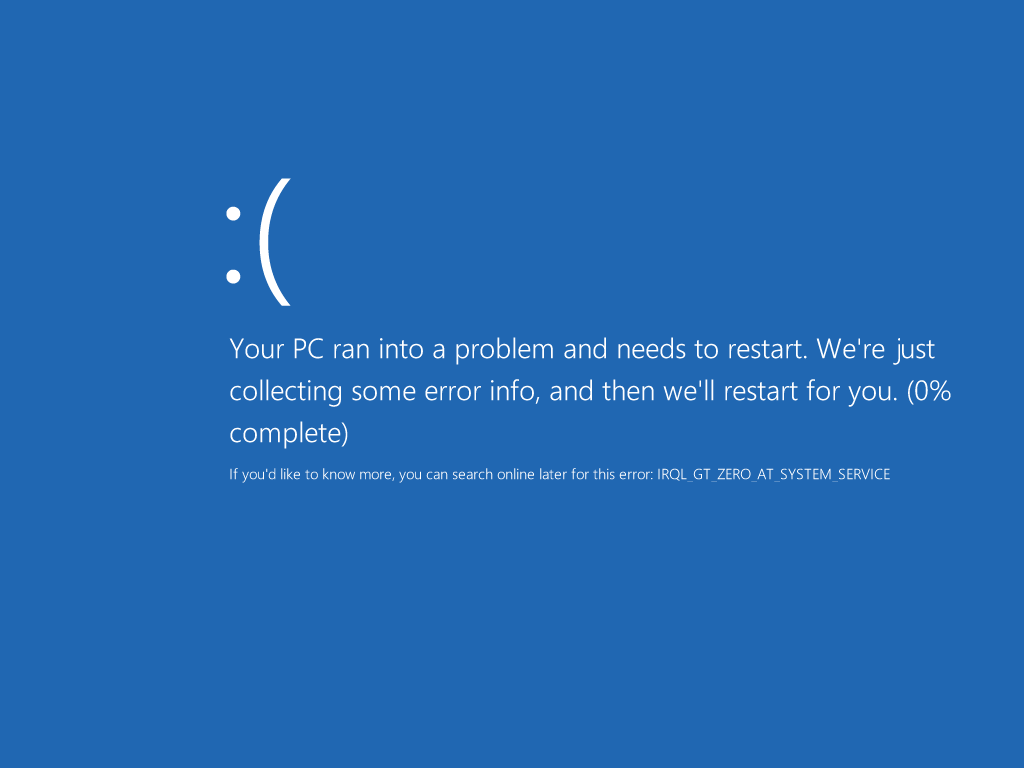
La pantalla azul de la muerte en Windows 8. Visto desde la compilación 9200 de Windows 8 hasta la versión 1511 de Windows 10.

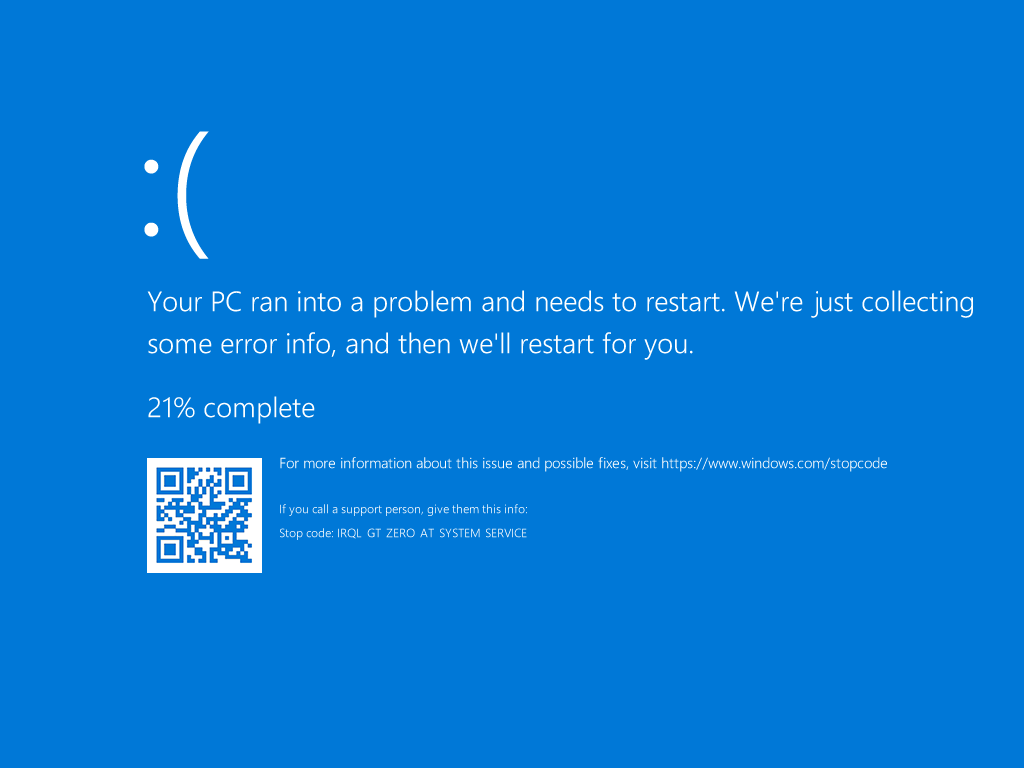
La pantalla azul de la muerte en Windows 10. Se incluye un código QR a partir de la versión 1607 hasta 1909.

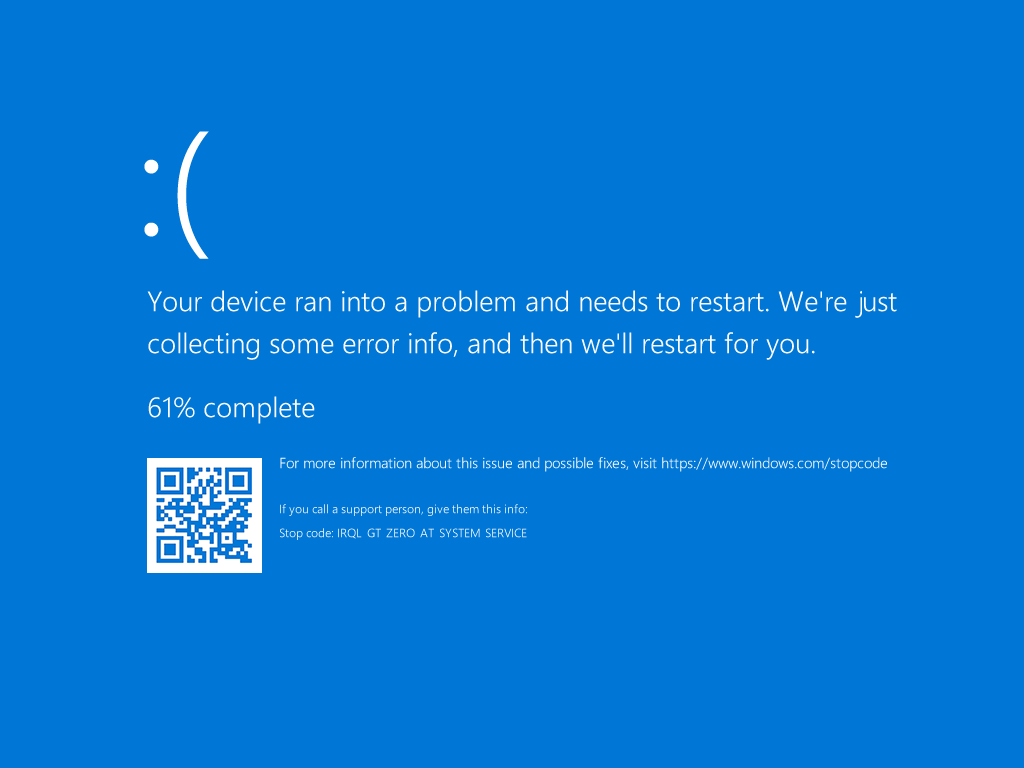
La pantalla azul de la muerte en Windows 10. Solo aparece desde la versión 2004 hasta 22H2 junto con Windows 11 (compilación 22000.348 en adelante).

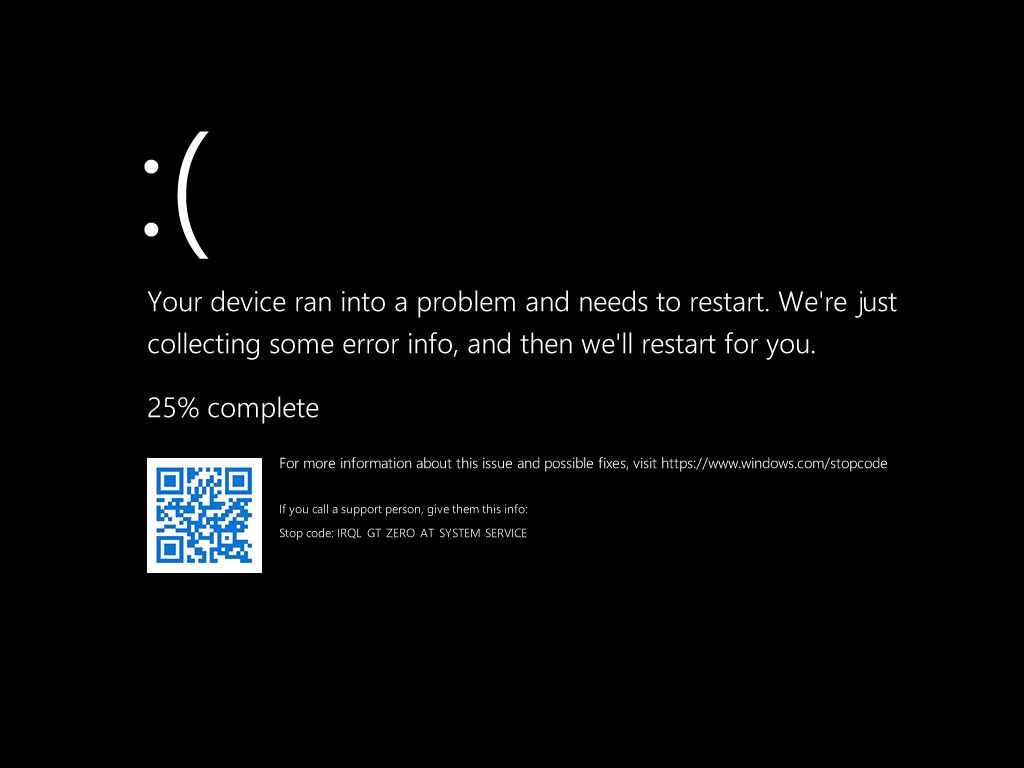
La pantalla negra de la muerte en Windows 11 (compilación 22000.51).

En Windows 8, Windows 8.1, Windows 10 y Windows 11 existe un pantallazo azul que es un aviso para el usuario para indicarle que el sistema se tiene que reiniciar y así se pierde toda la información que el usuario estaba utilizando. En ellos la nueva pantalla azul destaca por incorporar un emoticono de una cara triste como elemento más destacado. En la parte superior de la pantalla, dos puntos y un paréntesis forman una cara triste, que acompaña al temido mensaje de error del sistema: "Su equipo ha sufrido un problema que no se puede solucionar y tendrá que reiniciar el dispositivo", esto se puede leer en la nueva pantalla azul de dichos sistemas operativos. Esta pantalla supone un cambio visual de las pantallas anteriores, desde las anteriores, normalmente caracterizadas por mucho texto técnico del error, a una tipografía más sencilla y menos técnica.
Como dato adicional, en versiones "Insiders" de Windows 10, se cambiará el color de la pantalla de error, del clásico azul a un tono de verde. Además, se facilitará la gestión del error a los administradores de sistemas, proveyendo, aparte del código del error, un patrón QR, que podrá ser escaneado desde otro dispositivo con cámara y lector QR.
En Windows 11 tuvo la pantalla negra de la muerte en el primer día, aunque en las últimas actualizaciones se cambió de negro a azul oscuro.
El 26 de junio de 2025, Microsoft anunció que la pantalla azul se cambiará a negro. El cambio ocurre en Windows 11, para mediados o fines de 2025. Los cambios forman parte de Microsoft hacia Windows por los incidentes ocurridos el 19 de julio de 2024 de la actualización defectuosa de CrowdStrike, que fue afectado a miles de millones de computadoras. Microsoft publicó una declaración después del anuncio, diciendo que el nuevo diseño permitirá "navegar más fácilmente en reinicios inesperados y recuperaciones más rápidas".

## Tipografía

### Windows XP, Vista y 7
El aspecto por defecto son letras blancas (color CGA 0x0F; color RGB #FFFFFF) sobre fondo azul (color EGA 0x01; color RGB #0000AA), con información sobre los valores de la memoria y de los registros del procesador en el momento del error.
El tipo de fuente de todas las pantallas azules previas a XP es Fixedsys, mientras que la pantalla azul de XP, Vista y 7 usa Lucida Console. Todas las pantallas son dibujadas a una resolución de 640×480.
La pantalla dice:

Se ha encontrado un problema y Windows ha sido apagado para evitar daños al equipo.

El problema parece estar originado por el siguiente archivo: Nombre del archivo <Inserta aquí>
<Inserta causa de la BSOD aquí>
Si esta es la primera vez que ve esta pantalla de error de detención, reinicie su equipo. Si esta pantalla aparece otra vez, siga los siguientes pasos:
Compruebe que cualquier hardware o software está correctamente instalado. Si se trata de una instalación nueva, contacte con su proveedor de hardware o software para obtener actualizaciones de Windows que pueda necesitar.

Si los problemas continúan, deshabilite o elimine cualquier nuevo hardware o software instalado. Deshabilite las opciones de memoria de la BIOS como caché o vigilancia. Si necesita utilizar el modo a prueba de errores para quitar o deshabilitar componentes, reinicie su equipo, presione F8 para seleccionar opciones de inicio avanzadas y, a continuación, seleccione Modo a prueba de errores.
Español

A problem has been detected and Windows has been shut down to prevent damage

to your computer.
The problem seems to be caused by the following file: <Insert File Name Here>
<Insert cause of BSoD here>
If this is the first time you've seen this Stop error screen, 
restart your computer. If this screen appears again, follow
these steps:
Check to make sure any new hardware or software is properly installed.
If this is a new installation, ask your hardware or software manufacturer
for any Windows updates you might need. 
If problems continue, disable or remove any newly installed hardware
or software. Disable BIOS memory options such as caching or shadowing.
If you need to use Safe Mode to remove or disable components, restart
your computer, press F8 to select Advanced Startup Options, and then
select Safe Mode.
Inglés

Excepción para el caso 0xc000021a, se mostrará de la siguiente manera:

STOP: c000021a {Error grave del sistema}
El proceso de inicio de sesión de Windows/subsistema finalizó inesperadamente con el estado parámetro 1 (parámetro 2 parámetro 3).
El sistema se ha apagado.
Español

STOP: c000021a {Fatal System Error}
The Windows Logon Process/SubSystem system process terminated unexpectedly with a status of parameter 1 (parameter 2 parameter 3).
The system has been shut down.
Inglés

Otro ejemplo fue que cuando Windows encuentra un archivo de registro dañado que es crítico para el sistema operativo (por ejemplo, "0xC0000218, STATUS_CANNOT_LOAD_REGISTRY_FILE"), muestra el siguiente mensaje:

STOP: c0000218 {Error del archivo de registro}
El registro no puede cargar el subárbol (archivo):\SystemRoot\System\Config\SOFTWARE ni su registro o versión alternativa.
Está dañado, ausente o no se puede escribir.
Español

STOP: c0000218 {Registry File Failure}
The registry cannot load the hive (file):\SystemRoot\System\Config\SOFTWARE or its log or alternate.
It is corrupt, absent, or not writable.
Inglés

Además, los errores de hardware que pueden impedir que Windows se inicie correctamente también mostrarán este mensaje poco común (este ejemplo fue 0x00000080 (NMI_HARDWARE_FAILURE); tenga en cuenta que el código de error no se mostró en este ejemplo a continuación):

Mal funcionamiento del hardware
Llame a su proveedor de hardware para obtener asistencia.
NMI: Comprobación de paridad / Error de paridad de memoria
El sistema se ha detenido.
Español

Hardware Malfunction
Call your hardware vendor for support.
NMI: Parity Check / Memory Parity Error
The system has halted.
Inglés

### Windows 8, 10 y 11
Su aspecto es un fondo azul claro y está dibujada en una resolución de 800×600 y 1024×768. El tipo de fuente usado en las pantallas azules es Segoe UI. Como titular muestra dos puntos y un paréntesis :( similar a los que se utilizan en las redes sociales para obtener un emoji, representando tristeza por la caída del sistema, luego viene un texto universal que aparece en todos los errores sin importar qué los ocasione:

Se ha producido un problema en su PC y necesita reiniciarse. Vamos a recopilar información del error y después podrá reiniciar (Porcentaje del DUMP de memoria).

Si desea obtener más información, puede buscar más adelante este error: (Código de error de texto (Código de error hexadecimal en el caso de 0xc000021a)).
Español

Your PC ran into a problem and needs to restart.
 We're just collecting some error info and then we'll restart for you. (Memory dump porcentage). If you'd like to know more, you can search online for this error: (Text error code (Hexadecimal error code in case of 0xc000021a)).
Inglés

En las nuevas actualizaciones (versiones) de Windows 10, se agrega un Código QR con más información para el usuario 
del error.
En Windows 11 tuvo la pantalla negra de la muerte en el primer día, aunque en las últimas actualizaciones se cambió de negro a azul con un tono un poco más oscuro que la de Windows 10.

## Causas de una BSOD (Windows/ReactOS)
- INCORRECT DOS VERSION: Su versión de MS-DOS es incorrecta (Solo en Windows 1.0 y 2.0).
- POWER_OFF_ERROR: Ocurre si el sistema no se apaga correctamente o cierto virus esta evitando apagar el equipo.
- STATUS_IMAGE_CHECKSUM_MISMATCH: Este mensaje indica que un driver o un archivo DLL del sistema está corrupto.
- IRQL_NOT_LESS_OR_EQUAL: Drivers incompatibles o mal diseñados.
- STATUS_SYSTEM_PROCESS_TERMINATED: Software o drivers incompatibles.
- KMODE_EXCEPTION_NOT_HANDLED: Drivers incompatibles o mal diseñados, software con fallas graves, hardware defectuoso.
- NTFS_FILE_SYSTEM: Disco duro dañado, cables de disco en mal estado, sistema de archivos o servicio de disco virtual corruptos.
- INACCESSIBLE_BOOT_DEVICE: Cambio de placa base o controladora, cambio de disco a otra PC, virus.
- PAGE_FAULT_IN_NONPAGED_AREA: Drivers incompatibles, software incompatible, RAM o placa base fallado.
- BUGCODE_NDIS_DRIVER: Indica que el sistema operativo detectó un error en un controlador de red, generalmente al usar un dispositivo móvil como módem.
- UNEXPECTED_KERNEL_MODE_TRAP: Hardware defectuoso, posiblemente memoria RAM o placa base; software incompatible.
- KERNEL_STACK_INPAGE_ERROR: Sector donde se aloja archivo de intercambio dañado, cables de disco defectuosos, virus.
- SYSTEM_THREAD_EXCEPTION_NOT_HANDLED: Drivers o software incompatibles, BIOS defectuoso, hardware incompatible.
- KERNEL_MODE_EXCEPTION_NOT_HANDLED: Hardware, drivers o BIOS incompatible. Lo más habitual es que se trate de RAM defectuosa.
- DRIVER_POWER_STATE_FAILURE: Driver que no funciona correctamente con las funciones de ahorro de energía.
- BAD_POOL_CALLER: Driver o software mal diseñado.
- DRIVER_IRQL_NOT_LESS_OR_EQUAL: Driver mal diseñado.
- THREAD_STUCK_IN DEVICE_DRIVER: Driver, típicamente de la tarjeta gráfica, mal diseñado.
- NO_MORE_IRP_STACK_LOCATIONS: Esta comprobación de errores se produce cuando el paquete IoCallDriver no tiene más ubicaciones de pila restantes.
- UNMOUNTABLE_BOOT_VOLUME: Cambio de placa o controladora, cables IDE o SATA defectuosos o inadecuados, cambios en la conexión de los discos o particiones incorrectas marcadas como activas. El sistema se reinicia automáticamente después de esta pantalla azul sin parar; ya que el servicio de disco virtual falla al detectar la partición de arranque.
- MACHINE_CHECK_EXCEPTION: Este comportamiento se debe a que el procesador del equipo ha detectado un error de hardware irrecuperable y ha informado sobre él a Windows. Se debe a una falla en el procesador, placa base u overclocking extremo.
- MEMORY_MANAGEMENT: Memoria defectuosa o mal diseñada.
- END_OF_NT_EVALUATION_PERIOD: Si el sistema operativo esta caducado, aparece esta pantalla azul. Luego de esta pantalla azul, aparece un cuadro que deberás volver a activar Windows de forma legal.
- KERNEL_DATA_INPAGE_ERROR: Ocurre si el sistema tiene problemas para leer algo guardado en la memoria correctamente.
- BAD_POOL_HEADER: Hardware defectuoso o mal diseñado, RAM defectuosa.
- DRIVER_UNLOADED_WITHOUT_CANCELLING_PENDING_OPERATIONS: Hay operaciones que se ejecutan en su PC cuando el conductor deja de funcionar, provocando un conflicto importante que colapsa el equipo.
- SYSTEM_SERVICE_EXCEPTION o 0x0000003B: Ocurre si un juego o programa se está ejecutando en una versión de Windows que nunca ha ejecutado la Actualización de Windows.
- HAL_INITIALIZATION_FAILED: Error en el archivo hal.dll.
- FATAL_SYSTEM_ERROR o stop c000021a: Archivos csrss.exe o winlogon.exe (Ambos procesos necesarios para el sistema) dañados o hardware muy dañado. Hasta Windows 7 este error poseía un mensaje diferenciado, quizá debido a la frecuente incapacidad de iniciar el sistema, incluso en modo seguro. Este error es imposible de reparar sin herramientas externas.
- SESSION_(1/2/3/4)_INITIALIZATION_FAILED: Fallo al iniciar Windows, unidad de CD/DVD mala, disco duro defectuoso, RAM defectuosa.
- VIDEO_TDR_FAILURE: Tarjeta de vídeo defectuosa o controlador de pantalla fallado. En Windows Vista esta pantalla se mostraba de color rojo en lugar de azul.
- BAD_CONFIG_SYSTEM_INFO: Fallas en el registro.
- MULTIPLE_IRP_COMPLETE_REQUESTS: Indica que un controlador ha llamado a IoCompleteRequest para solicitar que se complete un IRP, pero el paquete ya se ha completado, lo que da como resultado este mensaje de error.
- Un proceso o subproceso crucial para las operaciones del sistema ha salido inesperadamente o se ha terminado: Te puede suceder si cierras un proceso del sistema en el Administrador de tareas de Windows. Por ejemplo: csrss.exe. (XP, Vista y 7). A partir de Windows 8 el Administrador de tareas impide cerrar dichos procesos.
- El usuario final generó manualmente el volcado de bloqueo (XP, Vista y 7), MANUALLY_INITIATED_CRASH (8, 10 y 11): Drivers incompatibles o defectuosos. El sistema operativo no puede iniciar correctamente. También puede ser porque el usuario generó el volcado de memoria debido al valor "CrashOnCtrlScroll"
- CRITICAL_PROCESS_DIED: Cuando un proceso crítico del sistema es detenido. Por ejemplo: svchost.exe. (8, 10 y 11).
- WHEA_UNCORRECTABLE_ERROR: El sistema detectó un hardware con un error incorregible.
- CLOCK_WATCHDOG_TIMEOUT: Indica que el procesador tiene problemas con los hilos, en el cual provoca esta pantalla azul.
- KERNEL_AUTO_BOOST_LOCK_ACQUISITION_WITH_RAISED_IRQL: Indica que uno o más controladores no son compatibles con este sistema operativo.
- CRITICAL_OBJECT_TERMINATION: Este mensaje indica que un componente crítico de Windows se modificó en la memoria y Windows detectó el cambio y cerró el sistema. Se debe a que la memoria o el kernel del sistema están corruptos, un hardware defectuoso e incluso es causado por un malware. También es causado por violación de protocolos de un controlador o del mismo kernel. Se puede producir por problemas con las funciones de hibernación o suspensión.
- DRIVER_CORRUPTED_EXPOOL: Esta causa es probablemente un controlador que ha dañado el grupo de sistemas.
- Se ha hecho un intento para ejecutar memoria no ejecutable (XP, Vista y 7), ATTEMPTED_EXECUTE_OF_NOEXECUTE_MEMORY (8, 10 y 11): Este mensaje se desencadena principalmente por un controlador antiguo, corrupto o un conflicto de controladores. Este error generalmente aparece después de instalar un nuevo componente de hardware en su computadora o también al intentar ejecutar memoria no ejecutable.
- Se ha realizado un intento de escritura en memoria de sólo lectura (XP, Vista y 7), ATTEMPTED_WRITE_TO_REDONLY_MEMORY (8, 10 y 11): Esto indica que el sistema o un controlador está intentando escribir un segmento de memoria que está en sólo lectura.
- REGISTRY_FILE_FAILURE o stop c0000218: Se produce cuando un subárbol base del registro está dañado, borrado o ilegible. Tiene efectos similares a c000021a, causando un bucle de pantallas azules; sin embargo, a diferencia de este, es más común en la línea NT, en Windows XP y Windows Vista.
- NMI_HARDWARE_FAILURE , NMI: Parity Check / Memory Parity Error o El sistema ha encontrado una falla incorregible en el hardware: Malfuncionamiento grave de la memoria RAM o ROM. Única interrupción no enmascarable en poseer una BSoD propia. Este error también es capaz de imposibilitar el volcado de memoria.
- ACPI_BIOS_ERROR: Existe al menos un conflicto grave entre el BIOS y el ACPI, el cual interrumpe la carga del sistema.
- INTERNAL_POWER_ERROR: Se produce por un flujo anormal o demasiado irregular de energía (que a su vez es causado por transformadores o jumpers defectuosos) durante la ejecución del sistema. El sistema será incapaz de reiniciarse por sí solo y se apagará por completo para evitar la sobretensión.
- KERNEL_SECURITY_CHECK_FAILURE: Problema en la comprobación de la seguridad en el núcleo.
- KERNEL_MODE_HEAP_CORRUPTION: Se ha encontrado un daño en la pila del modo del núcleo.
- KERNEL_AUTO_BOOST_INVALID_LOCK_RELEASE: Bloqueo de AutoBoost liberado por un subproceso que no es el propietario del bloqueo.
- Se descargó el controlador sin cancelar las operaciones pendientes (XP, Vista y 7), SYSTEM_SCAN_AT_RAISED_IRQL_CAUGHT_IMPROPER_DRIVER_UNLOAD (8, 10 y 11): Problema en el núcleo o que un controlador que no puede cancelar las operaciones pendientes antes de la descarga.
- El controlador de vídeo no puede inicializarse (XP, Vista y 7), VIDEO_DRIVER_INIT_FAILURE (8, 10 y 11): Microsoft Windows no puede iniciar o puede ser que el controlador de vídeo tiene un error al inicio.
- BUGCODE_USB_DRIVER: Se ocurrió un problema relacionado con el hardware USB instalado, como la placa base y los archivos adjuntos, o se ha encontrado un error al cargar un controlador de dispositivo USB.
- VIDEO_SCHEDULER_INTERNAL_ERROR: Driver defectuoso, Problema en los gráficos del equipo o se produjo un error fatal en el planificador de video.
- PFN_LIST_CORRUPT: Problemas físicos, corrupción en los controladores o fallas de hardware.
- REGISTRY_ERROR: Conflicto de controladores, mala memoria, malware, etc. Este error se debe a problemas de registro.
- INVALID_PROCESS_ATTACH_ATTEMPT: Controlador incompatible o defectuoso, o driver mal instalado.
- Un subproceso intentó liberar un recurso que no era de su propiedad (XP, Vista y 7), RESOURCE_NOT_OWNED (8, 10 y 11): Este mensaje ocurre debido a controladores corruptos u obsoletos, aplicaciones/software de terceros incompatibles, actualizaciones defectuosas y RAM defectuosa.